# 近江泥棒伊勢乞食
近江泥棒伊勢乞食（おうみどろぼういせこじき）は、日本の地方の住民や出身者の特性を表す言葉。

## 概要
窮した時には近江国の人は泥棒をして生きようと考え、伊勢国の人は乞食をして生きようとするという特性を表している。伊勢というのは温暖な気候風土に恵まれており、住民は人情に厚いという特性が表されている。このため伊勢は人に物を施す人と、人から施しを受ける人が共存できるという地域である。近江の人は積極的でたくましいため泥棒も辞さないが、伊勢の人はのんびりしていて穏やかであるため乞食になるしかないということである。近江泥棒というのは本来は近江蕩者で、近江の人は金を惜しまずに新しいものを取り入れるためこのように呼ばれていたという説もある。
近江商人は金に物を言わせて買い叩き、売った方にとっては売ったというより盗られたと思うほどであった。対して伊勢商人は倹約が過ぎており、まるで乞食のように貧乏性と思われていた。伊勢商人は初鰹を素通りしていたのだが、江戸っ子にとっては何が面白くてあんなに倹約をするのか理解できなかった。伊勢の人の気質と言うのは、高値の時に買わなくても安くなってから買えば良いではないかということであった。伊勢商人が出自の本居宣長も同様で、桜の苗木を買うときにはまず半金を払い、根付いたら残りの半金を払っていたなど、体制を気にせず無駄な金は一切使わないという倹約の精神が徹底しており、宵越しの銭は持たない江戸っ子とは正反対であった。
この「近江泥棒伊勢乞食」は近江出身と伊勢出身は商業で成功した者が多かったことから生まれた言葉である。近江出身の人は商才に長けて、伊勢出身の人は倹約に努めていたためである。これらに対して江戸っ子というのは宵越しの金は持たないと自負しているように金を貯められないということから、近江出身と伊勢出身の商業で成功した人に対して負け惜しみとして使われていた言葉であった。
この言葉は1818年から1845年ごろの小山田与清の『松屋筆記』という著作に出てくる。1857年の歌舞伎の『敵討噂古市』にも伊勢商人を揶揄する意味でこの言葉が出てくる。
なお伊勢乞食という言葉の本来の意味は、伊勢神宮に参拝をする人を相手に物乞いをしていた人ということであった。1771年の雑俳『江戸高点付句集』にこのような意味での伊勢乞食が出てくる。
『今堀日吉神社文書』には応永の商業について書かれており、「近江泥棒伊勢乞食」が出てくる。これによると当時の消費地である伊勢の村々では「近江泥棒伊勢乞食」と言って近江商人を警戒していたとのこと。警戒していた理由は当時の近江商人は仲間同士が力を合わせて組織的に商売をしていたためであった。これは現代の総合商社のような形態で、集団で近江から伊勢に商売に行っていた。当時の京都は応仁の乱で荒れていたために、伊勢を目指して山を越えて商売に行っていた。1468年に横川景三が近江から伊勢に商売に行く集団を目撃しており、その規模は100人ほどの労働者と、60人から70人ほどの兵士と、数え切れないほどの駄馬という集団であった。